# Филатов, Михаил Михайлович
Михаил Михайлович Филатов (16 апреля 1877, Туринск, Тобольская губерния — 29 сентября 1942, Свердловск) — русский и советский инженер-геолог, почвовед, один из создателей грунтоведения, основатель кафедры грунтоведения в МГУ, профессор почвоведения (1929), доктор геолого-минералогических и технических наук (1935), заведующий кафедрой грунтоведения МГУ (1938—1942), Заслуженный деятель науки РСФСР (1940).

## Биография
Родился в семье мелкого чиновника; в 1896 г. окончил Тобольскую гимназию и в том же году поступил в Московский университет на естественное отделение физико-математического факультета, одновременно учился на медицинском факультете. В 1903 г. окончил университет по специальности «агрономическая и техническая химия» с дипломом I степени, защитив под руководством А. Н. Сабанина дипломную работу на тему «Химический состав почв Западной Сибири», а в 1906 г. оставил медицинский факультет и посвятил себя целиком почвоведению.
В 1908 г. был зачислен сверхштатным лаборантом при Агрономическом институте Московского университета.
С 1908 по 1914 гг. в составе «почвенно-ботанической экспедиции по исследованию колонизационных районов Азиатской России» проводил почвенно-ботанические исследования в Забайкалье и др. районах Сибири; в 1909—1911 гг. изучал почвы Пензенской губ., а в 1913—1915 гг. — в Московской губернии
В 1914 г. был зачислен на должность ассистента при агрономической лаборатории Московского университета; в 1921 г. приступил к чтению в Московском университете курса лекций по географии почв и одновременно был избран профессором почвоведения на инженерно-мелиоративном факультете Московского государственного межевого института.
В 1927 г. был утвержден в должности доцента Московского университета, затем — профессора почвоведения (1929); зав. отделом Главного управления химической промышленности ВСНХ (1918—1922), профессора Московского межевого института по инженерно-мелиоративному факультету и Иваново-Вознесенского политехнического института по кафедре геологии и почвоведения, зав. техническим отделением Главхима ВСНХ (1922—1924), зав. сектором грунтоведения НИИ почвоведения Московского университета и одновременно — техническим директором постоянной промышленной выставки ВСНХ (1922—1924).
В 1929 г. он становится директором Почвенного института Академии сельскохозяйственных наук имени Ленина, занимая этот пост до 1931 г. (сотрудник академии с 1922).
В 1927 г. его назначили заведующим дорожно-исследовательской станции Отдела дорожных исследований НКПС, а затем — заведующим сектором грунтоведения института Водгео (1936—1937), консультантом треста Спецгео (1937—1940), зам. заведующего отделом инженерной геологии АН СССР (1934—1937).
В 1938 г. М. М. Филатов организовал в Московском университете кафедру грунтоведения и стал её первым заведующим (первое заседание кафедры грунтоведения состоялось 19 февраля 1938). В 1935 г. ему присвоена учёная степень доктора геолого-минералогических и технических наук.

## Научная деятельность
В научных исследованиях М. М. Филатов проявил себя как талантливый почвовед, географ, грунтовед и инженер-геолог. Он разработал основные методологические вопросы грунтоведения, которыми начал заниматься с 1927 г., определил содержание этой дисциплины, установил основные разделы, наметил положения методики исследования грунтов, то есть теоретически обосновал грунтоведение как новую научную дисциплину. По его мнению, «грунтоведение занимается изучением грунтов в виде горных пород и почв, составляющих периферическую часть литосферы, в которой оперирует строительная техника, то есть грунтоведение изучает физико-техническое представление о грунтах» (1940).
Филатов одним из первых поставил вопрос о необходимости изучения грунтов как естественно-исторических образований, находящихся в сфере влияния инженерного сооружения. В работы по грунтоведению он привнёс лучшие традиции отечественной школы почвоведов — докучаевский подход к изучаемому объекту и физико-химические методы исследования. Филатов обосновал теоретические основы грунтоведения, заложил теоретическую базу одного из его новых разделов — техническую мелиорацию грунтов. Он выдвинул оригинальную теорию микроструктуры грунтов, выполнил ряд исследований, объясняющих сложные условия взаимодействия грунтов с внешней нагрузкой (деформация сжатия грунтовой частицы). В области экспериментального лабораторного и полевого исследования почв и грунтов он разработал метод выборочных почвенных исследований (метод ключей), придавал огромное значение полевым опытам.
Филатов оценил генезис ортзандов (1912) и темноцветных почв; разработал «Меридиональный схематический профиль почв Европейской части СССР» (1922—1927); разработал теорию деформации глинистых грунтов, образования поглотительных соединений типа «битум-глина» и др. Являлся участником многих научных экспедиций по исследованию почв и грунтов.

## Преподавательская деятельность
В МГУ Филатов создал и читал лекционные курсы «Основы дорожного грунтоведения» (с 1925), «Общее грунтоведение»(1931—1941), «Грунты СССР» (1934—1941). Под его руководством защитили кандидатские диссертации П. В. Чичагов, М. И. Ломонович, В. М. Безрук и др. Его учениками были Б. В. Толстопятов, С. С. Морозов, Е. М. Сергеев, И. В. Радин, А. Ф. Макарова и многие др. ученые, ставшие талантливыми и видными инженер-геологами.

## Научно-организационная деятельность
М. М. Филатов вел в Московском университете научно- организационную работу: был членом правления Московского университета (1925—1927), проректором Московского университета по учебной части и заместитель ректора (1940—1942), проректором Московского университета по административно-хозяйственной части (1927), членом промышленной секции Госплана СССР (1924—1926), членом Ученого совета Дорожного НИИ, Международного общества почвоведов, Общества любителей естествознания, антропологии и этнографии, Всесоюзного общества инженеров, Постоянной комиссии при АН СССР по изучению четвертичных отложений, правления ВНИТО, ИТС Цудортранса СССР, председателем ИТС Главдортранса РСФСР и др.
В ноябре 1941 — августе 1942 годов исполнял обязанности ректора в части Московского университета, эвакуированной в Ашхабад (до её перевода в Свердловск).

## Награды
М. М. Филатов был награждён орденом Трудового Красного Знамени (1940). Также ему было присвоено звание Заслуженный деятель науки РСФСР (1940).

## Основные труды
- Филатов М. М. К вопросу о генезисе ортзанда // Русский почвовед. — 1922. — № 1—3.
- Филатов М. М. Очерк почв Московской губернии. — М., 1923, — 40 с.
- Филатов М. М. Улучшение глинистых грунтовых дорог обжигом. — М., 1928.
- Филатов М. М. Почвы и грунты в дорожном деле // Дорожное грунтоведение. — М.-Л., 1932. — 304 с.
- Филатов М. М. О микроструктуре грунтов в связи с деформациями их под влиянием нагрузки // Тр. Совещ. секции Межд. ассоц. почвоведов. — 1933. — Т. 5. — № 3.
- Филатов М. М. Основы дорожного грунтоведения. — М.-Л.: 1936. — 538 с.
- Филатов М. М. Лабораторный практикум по морфологии, физике и механике грунтов. — М.-Л.: Гострансиздат, 1936. — 92 с.
- Филатов М. М. Стабилизация дорожных грунтов и её теоретическое обоснование // Дорога и автомобиль. — 1937. — № 3.
- Филатов М. М. Стабилизация дорожных грунтов прогревом, солями, битуминозными, дёгтевыми и другими материалами // В сб.: Стабилизация грунтов. — М.: Изд-во Гушосдор, 1938. — С. 5—33.
- Филатов М. М. География почв СССР. — М.: Учпедгиз, 1945. — 344 с.